# Вукова Гориця
Вукова Гориця (хорв. Vukova Gorica) — населений пункт в центральній Хорватії, у Карловацькій жупанії, адміністративно належить до громади Нетретич. Міститься на автомагістралі А1.

## Населення
| Кількість населення за роками | Кількість населення за роками | Кількість населення за роками | Кількість населення за роками | Кількість населення за роками | Кількість населення за роками | Кількість населення за роками | Кількість населення за роками | Кількість населення за роками | Кількість населення за роками | Кількість населення за роками | Кількість населення за роками | Кількість населення за роками | Кількість населення за роками | Кількість населення за роками |      |
| ----------------------------- | ----------------------------- | ----------------------------- | ----------------------------- | ----------------------------- | ----------------------------- | ----------------------------- | ----------------------------- | ----------------------------- | ----------------------------- | ----------------------------- | ----------------------------- | ----------------------------- | ----------------------------- | ----------------------------- | ---- |
| 1857                          | 1869                          | 1880                          | 1890                          | 1900                          | 1910                          | 1921                          | 1931                          | 1948                          | 1953                          | 1961                          | 1971                          | 1981                          | 1991                          | 2001                          | 2011 |
| 519                           | 451                           | 456                           | 419                           | 362                           | 329                           | 331                           | 347                           | 271                           | 273                           | 224                           | 177                           | 110                           | 115                           | 62                            | 52   |

За переписом 1991 року абсолютну більшість населення села становили хорвати (106 осіб або 92,17 %).

## Відомі уродженці
- Іван Шубашич — бан бановини Хорватії, останній бан в історії Хорватії, короткочасний прем'єр-міністр Югославії
- Йосип Больковац — перший міністр внутрішніх справ незалежної Хорватії